# غابرييل دي مورتييه
غابرييل دي مورتييه (بالفرنسية: Gabriel de Mortillet)‏، ولد يوم 29 غشت 1821 في بلدة ميلان بمقاطعة إزار الفرنسية، وتوفي 25 شتنبر 1898 في سان جيرمان أونلي. هو عالم آثار فرنسي تخصص بآثار ما قبل التاريخ. لقد لعب دورًا رئيسيًا في تطوير التسلسل الزمني الأول لعصور ما قبل التاريخ .
كان عمدة بلديو سان جيرمان أونلي من سنة 1882 إلى سنة 1888، وكذلك ونائبًا لمدينة سين إواز من عام 1885 إلى عام 1889.

## سيرة شخصية

### نشأته
لويس لوران غابرييل دي مورتييه هو ابن كلود رومان جاليكس دي مورتييه، كان ضابطاً بسلاح الفرسان الفرنسي، والذي كان كذلك عاشقاً للتاريخ الطبيعي وعلم الآثار، حصل على تكريم من قبل شارل العاشر في عام 1825. ستتخلى العائلة فيما بعد عن اللقب جاليكس، وستحتفظ مورتييه فقط.
درس مع جماعة اليسوعيين، وهي تجربة تركت أثر كبير في شخصيته لدرجة أنها أثارت فيه أفكارًا مناهضة لرجال الدين. درس في بلدة شامبيري ثم بعدها في مدينة باريس. قاد أعمالًا نضالية في وقت مبكر جدًا من خلال كتابة مقالات في صحيفة المراجعة المستقلة المعارضة لنظام الجمهورية الفرنسية الثانية، وهي مجلة أسبوعية كان غابرييل مدير تحريرها، بالإضافة إلى العديد من المقالات في الصحف الأسبوعية الأخرى ذات التوجه الاشتراكي. أدى العمل الحزبي الذي قام به غابرييل دي مورتييه في الثورة الفرنسية 1848 لصالح المعسكر الاشتراكي إلى الحكم عليه بالنفي عام 1849، في ظل الجمهورية الفرنسية الثانية التي ترأسها لويس نابليون بونابرت. ولجأ بعدها إلى سويسرا .

### عالم آثار في إيطاليا
في عام 1856، تم استدعاء مورتيليه للعمل كمهندس وجيولوجي في إيطاليا بفضل مهارته، وقد تولى جنبًا إلى جنب مع فريق من مديري المشاريع، بناء خط سكة الحديد الذي يربط منطقة لومباردي بمنطقة فينيتو. أثناء إقامته في بسكييرا ديل جاردا، شارك في استكشاف البحيرات اللومباردية واكتشف أول موقع إيطالي من العصر الحجري الحديث في إيسولينو، بالقرب من بحيرة ماجوري، في مقاطعة فاريزي الإيطالية عام 1863.
في عام 1864، أنشأ غابرييل مجلة جديدة، كان أسمها "مواد للتاريخ الإيجابي والفلسفي للإنسان"، والتي أصبحت "مواد للتاريخ الطبيعي والبدائي للإنسان" فيما بعد. ونشر بها العديد من المقالات الرائدة المخصصة لعصور ما قبل التاريخ.
أحد موضوعات اهتماماته الرئيسية في مجال علم الآثار هو الاكتشاف الذي قام به الأباتي جياني في عام 1822 لثقافة جولاسيكا، يُرجح أنها تعود لشعوب سلتو-إيطالية عاشت في العصور الحديدية الأولى والثانية بمنطقة لومباردي وجزء من منطقة بييمونتي بشمال غرب إيطاليا وجنوب كانتون تيسينو في سويسرا. على الرغم من أنه كان أقل تواجدًا في هذا الموقع مقارنة مع نظيره ألكسندر برتراند، إلا أنه قام ببعض الرحلات إلى المواقع الأثرية الأخرى في شمال إيطاليا. لقد أعاد جزءًا كبيرًا من مجموعة الأباتي جياني المكتشفة لمتحف الآثار الوطنية وساهم في تطوير تسلسل زمني أكثر تعمقًا لثقافة جولاسيكا. في عام 1865 نشر دراسة تسرد جميع التقارير الأثرية التي تم إجراؤها حول هذا الموضوع منذ عام 1824، متبوعة بتحليلاته الخاصة.

### محافظ في سان جيرمان أونلي
في سنتي 1865 و1866، شارك غابرييل في إنشاء الكونغرس الدولي للأنثروبولوجيا والآثار ما قبل التاريخ. في عام 1867، نظم قسم التاريخ القديم في رواق "تاريخ العمل" ضمن المعرض العالمي في باريس. والذي أصبح ملحقًا على التوالي في متاحف آنسي وجنيف. ثم في عام 1868، بناءً على توصية إدوارد لارتيه، أصبح ملحقًا في حفظ المتحف الوطني للآثار الجديد الواقع في سان جيرمان أونلي، والذي تمت ترقيته لاحقًا إلى نائب المحافظ العام. وقد كان مسؤولًا عن تصنيف وإنشاء الأنماط الثقافية بالإضافة إلى التسلسل الزمني لأدوات العصر الحجري، استنادًا إلى المواد المعروضة في المتحف والتي تم إثراؤها بشكل كبير في عام 1865 من خلال تبرع جاك باوتشر دي بيرث بمجموعاته الأثرية.

## المساهمة في دراسة عصور ما قبل التاريخ
أحد أعماله الرئيسية هو كتاب "عصور ما قبل التاريخ، العصور القديمة للإنسان" (بالفرنسية: Le Préhistorique, antiquité de l'homme)‏ الذي نُشر عام 1883 عن طريق ابنه أدريان دي مورتييه.
مساهمته الاشهر في علم آثار ما قبل التاريخ هي تصنيف وتسميات الفترات الرئيسية في العصر الحجري القديم. في عام 1872 بناءً على نوع الأدوات التي أنتجها الإنسان في تلك الفترة. اقترح أول تسلسل زمني يقسم عصور ما قبل التاريخ إلى 14 فترة :
- أبيفيلية أو شيلينية، التي سميت على اسم مدينة شيل في فرنسا، تشير إلى صناعة حجرية من العصر الحجري القديم السفلي في أوروبا الغربية وشمال أفريقيا، قبل الآشولية.
- أشولينية، سميت على اسم منطقة سان أشول الذي يعود إلى عصور ما قبل التاريخ، في مدينة أميان.
- موستيرية، الذي سمي على اسم موقع موستير العلوي في منطقة دردنية، الذي اكتشفه إدوارد لارتيت في عام 1860.
- سوليوترية، الذي سمي على اسم الموقع الذي اكتشفه هنري تيستو-فيري عند سفح نهر روش دي سولوتري (سون ولوار) في عام 1866، والذي زاره بدعوة من الأخير.
- أورينياسية، نسبة الى كهف أوريجناك، بمنطقة غارون العليا، جنوب غرب فرنسا.
- مجدلانية، نسبة إلى موقع مادلين في منطقة دردنية، الذي اكتشفه إدوارد لارتيه عام 1863.
- توراسية والتي تم إهمالها وتعويضها بمصطلح أزيلية.
- لقد تخلى علماء الآثار عن مصطلحات التسلسل الزمني الذي وضعه غابرييل دي مورتييه للعصر الحجري الحديث والتي كانت تسمى روبنهاوسية، برونزية ،مورسية، لارنودية، حديدية ولاوناسية.

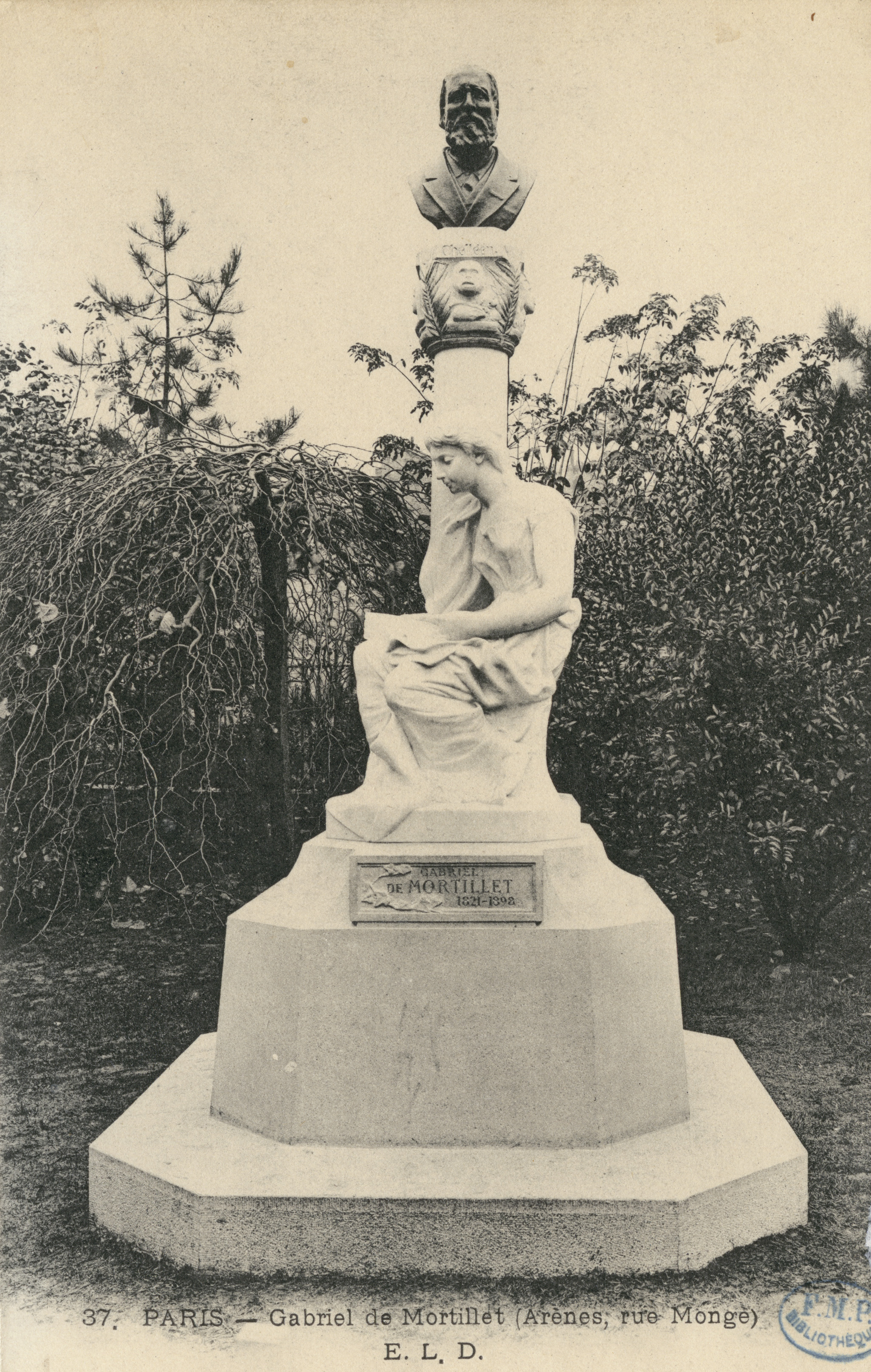
نصب تذكاري لجابرييل دي مورتيه أقيم عام 1905 في ساحات لوتيس.

إن الخطأ الرئيسي الذي قام به مورتيه يكمن في منح قيمة عالمية لعدة من هذه التسميات، حيث يعتبر كل منها مرحلة يجب أن يمر بها كل الإنسانية. افترض أن جميع المجتمعات البشرية تطورت بنفس الطريقة في جميع أنحاء العالم.
علاوة على ذلك، ارتكب مورتيليه خطأً زمنيًا في المرحلة الأورينياسية. حيث اعتبر أن الأدوات العظمية نادرة في السوليوترية وموجودة في الأورينياسية ومتقدمة للغاية في المجدلانية، وصف الأورينياسية كمرحلة انتقالية بين السوليوترية والمجدلانية. في بداية القرن العشرين، أعادت أبحاث الأب بريول موقع الأورينياسية إلى موقعه الزمني الدقيق، حيث أظهرت أنها تسبق السوليوترية والمجدلانية.

## الفن والروحانية
جابرييل دي مورتيه كان مشككًا بشكل حاسم في قدم فن الكهوف و أساليبالدفن. ورفض بشكل قاطع حتى النهاية أن يعترف بأن إنسان العصر الحجري القديم العلوي كان قادرًا على دفن موتاه وممارسة فنون الكهوف. كان يرى أن مثل هذه الممارسات المعقدة لا يمكن أن تكون متزامنة مع صناعات الحجر المنحوتة البدائية، وكان يعتبر أن تطور الفن والروحانية مرتبط بشكل ضروري بالتقنية. وكان يقول أن الفن البدائي هو بلا صلة بالروحانية، ما يتعارض مع وجهة نظر الروحانيين.
توفي في عام 1898، قبل أن يرى انهيار هذا الرؤية تمامًا، خاصةً قبل أن يقدم صديقه إيميل كارتيلياك اعتذارًا ويعترف بصحة لوحات كهف التاميرا في أغسطس 1902، خلال مؤتمر الجمعية الفرنسية للرسامين. بعد وفاته، ظل البعض يدافع عن أفكاره، بما في ذلك أبناؤه أو ج. ليروي.

## تذكار
- مدينة باريس : نصب تذكاري لذكراه، تم افتتاحه في 26 أكتوبر 1905، أقيم في ساحات لوتيس. تم صهر التمثال النصفي البرونزي لمورتيليه عام 1942 أثناء الاحتلال. بقي العمود والشكل الحجري.[16][17]
- بلديات أميان ، آنسي ، شيل ، غرونوبل ، سان جيرمان أونلي أعطت اسمه لبعض شوارعها.

## فهرس
- مارك جرونين ، لتاريخ ما قبل التاريخ ، إد. ج. ميلون، 1994(ردمك 978-2-90561-493-3) .
- هنري هوبرت ، غابرييل دي مورتييه ، باريس، إي. ليروكس، 1898، 11 صفحة.
- Lorre، Christine؛ Cicolani، Veronica (2010). Golasecca (قالب:-sp-. Rmn ALBUMS HORS-SÉRIE. Vicenza (Italie): Rmnn (Réunion des musées nationaux de France). ص. 192. ISBN:978-2-7118-5675-6. {{استشهاد بكتاب}}: الوسيط غير المعروف |شهر= تم تجاهله يقترح استخدام |تاريخ= (مساعدة)
- ناتالي ريتشارد، اختراع ما قبل التاريخ ، مطبعة الجيب، 1992(ردمك 2-266-04243-2)
- باسكال بيلز، غابرييل دي مورتييه جيولوجي، عالم ما قبل التاريخ ، غرونوبل، 1999، كول. "صور ميلان"، 402 ص.(ردمك 2-9513494-2-4)
- ناتالي ريتشارد " الزمن التحويلي لغابرييل دي مورتييه »، 1989، في: زمن ما قبل التاريخ ، جمعية ما قبل التاريخ الفرنسية، طبعة علم الآثار، ص. 10-11